# Bamboo Engineering
Bamboo Engineering – brytyjski zespół startujący w wyścigach samochodowych, którego założycielem jest Richard Coleman. Startuje w serii GP3 od 2013 roku oraz w WTCC od 2010 roku. W przeszłości startował także w brytyjskiej serii samochodów turystycznych BTCC. Siedziba zespołu mieści się na brytyjskim torze Silverstone.

## Starty

### Seria GP3
| Rok  | Bolid           | Kierowcy         | Wyścigi | Wygrane | PP | NO | Pkt | M.K. | M.Z. |
| ---- | --------------- | ---------------- | ------- | ------- | -- | -- | --- | ---- | ---- |
| 2013 | Dallara-Renault | Lewis Williamson | 14      | 0       | 0  | 0  | 44  | 12   | 6    |
| 2013 | Dallara-Renault | Melville McKee   | 14      | 1       | 0  | 1  | 31  | 14   | 6    |
| 2013 | Dallara-Renault | Carmen Jordá     | 16      | 0       | 0  | 0  | 0   | 30   | 6    |

### World Touring Car Championship
| Rok  | Samochód                          | Kierowcy             | Wyścigi | Wygrane | PP | NO | Pkt | M.K. | M.Z. |
| ---- | --------------------------------- | -------------------- | ------- | ------- | -- | -- | --- | ---- | ---- |
| 2010 | Chevrolet Lacetti                 | Darryl O’Young       | 22      | 0       | 0  | 0  | 15  | 15   | 2    |
| 2010 | Chevrolet Lacetti                 | Yukinori Taniguchi   | 8       | 0       | 0  | 0  | 4   | 18   | 2    |
| 2010 | Chevrolet Lacetti                 | Harry Vaulkhard      | 14      | 0       | 0  | 0  | 1   | 21   | 2    |
| 2011 | Chevrolet Lacetti Chevrolet Cruze | Darryl O’Young       | 24      | 0       | 0  | 0  | 43  | 14   | 5    |
| 2011 | Chevrolet Lacetti Chevrolet Cruze | Yukinori Taniguchi   | 21      | 0       | 0  | 0  | 6   | 20   | 5    |
| 2012 | Chevrolet Cruze                   | Alex MacDowall       | 24      | 0       | 0  | 0  | 68  | 11   | 4    |
| 2012 | Chevrolet Cruze                   | Darryl O’Young       | 8       | 0       | 0  | 0  | 37  | 14   | 4    |
| 2012 | Chevrolet Cruze                   | Michel Nykjær        | 2       | 0       | 0  | 0  | 20  | 16   | 4    |
| 2012 | Chevrolet Cruze                   | Pasquale Di Sabatino | 16      | 0       | 0  | 0  | 0   | NS   | 4    |
| 2012 | Chevrolet Cruze                   | Robb Holland         | 2       | 0       | 0  | 0  | 0   | NS   | 4    |
| 2013 | Chevrolet Cruze                   | James Nash           | 24      | 2       | 0  | 0  | 226 | 3    | 2    |
| 2013 | Chevrolet Cruze                   | Alex MacDowall       | 24      | 0       | 0  | 2  | 141 | 11   | 2    |